# Iglesia de El Salvador (Soria)
La iglesia de El Salvador se encontraba en la zona extramuros de la ciudad de Soria (España), hoy ya unida a la ciudad.

## Historia
Esta iglesia fue construida en tiempos de la repoblación de Soria por Alfonso I el Batallador en el siglo XII con Alonso López de Haro como primer comendador. Según Loperráez fue edificada por un nieto de Fortún López, tras la conquista de los moros, la entregó en 1169 a la Orden de Calatrava, y así continuó en poder de estos caballeros, con el título de encomienda. Hay documentos que aseveran además la perpetuación de este sector del arrabal como señorío de dicha Orden hasta 1434, año en que, a través de una permuta, quedó en poder de Diego González de Toledo, quien a su vez lo vinculó a un mayorazgo en 1441. En 1374, Pedro Fernández de Velasco intentó la compra del señorío junto con su iglesia cuando era justicia mayor de Soria aunque, sin saber cómo, este asentamiento de población denominado como “rabal abadengo o bajero”, pasó a integrarse en la ciudad a finales del siglo XV con su misma condición jurídica.
Por esto y por estar extramuros de la ciudad no figura en el censo parroquial de Alfonso X el Sabio, pues entonces no era iglesia dependiente de los obispos; pero desde esta época se cree que se erigió en iglesia parroquial por cesión de la Orden, trasladándose a ella la primitiva de Nuestra Señora de la Puente, que se abandonó como otras muchas por el reducido número de sus feligreses, o por la necesidad de la reducción y concentración de parroquias.
Rica en bienes y fundaciones útiles o piadosas fue esta iglesia; porque desde el principio, el barrio del Rabal estuvo bien poblado y contó por lo tanto con muchos feligreses. En tiempo inmemorial se estableció en ella la cofradía de los Florines, llamada así porque todo cofrade al morir dejaba cinco florines de oro, con obligación de que la Hermandad le hiciera un aniversario de misa y vísperas por su alma en un día determinado. Es la predecesora a la actual Cofradía de las Siete Palabras.
Junto a la iglesia el escribano Gil Blázquez fundó el Hospital de Peregrinos en 1485 y posteriormente Francisco de Villarreal donó parte de sus posesiones en 1563 para que también pudieran ser asistidos enfermos y transeúntes.
En 1896 la iglesia de El Salvador perdió la categoría de parroquia y pasó a depender de la de Nuestra Señora del Espino hasta que en 1947 se erigió de nuevo en iglesia parroquial debido a la expansión urbanística de esta zona de la ciudad. Dos décadas después, en 1967, se decidió derribar la estructura del viejo templo y construir un edificio moderno de mayor capacidad.

## Descripción

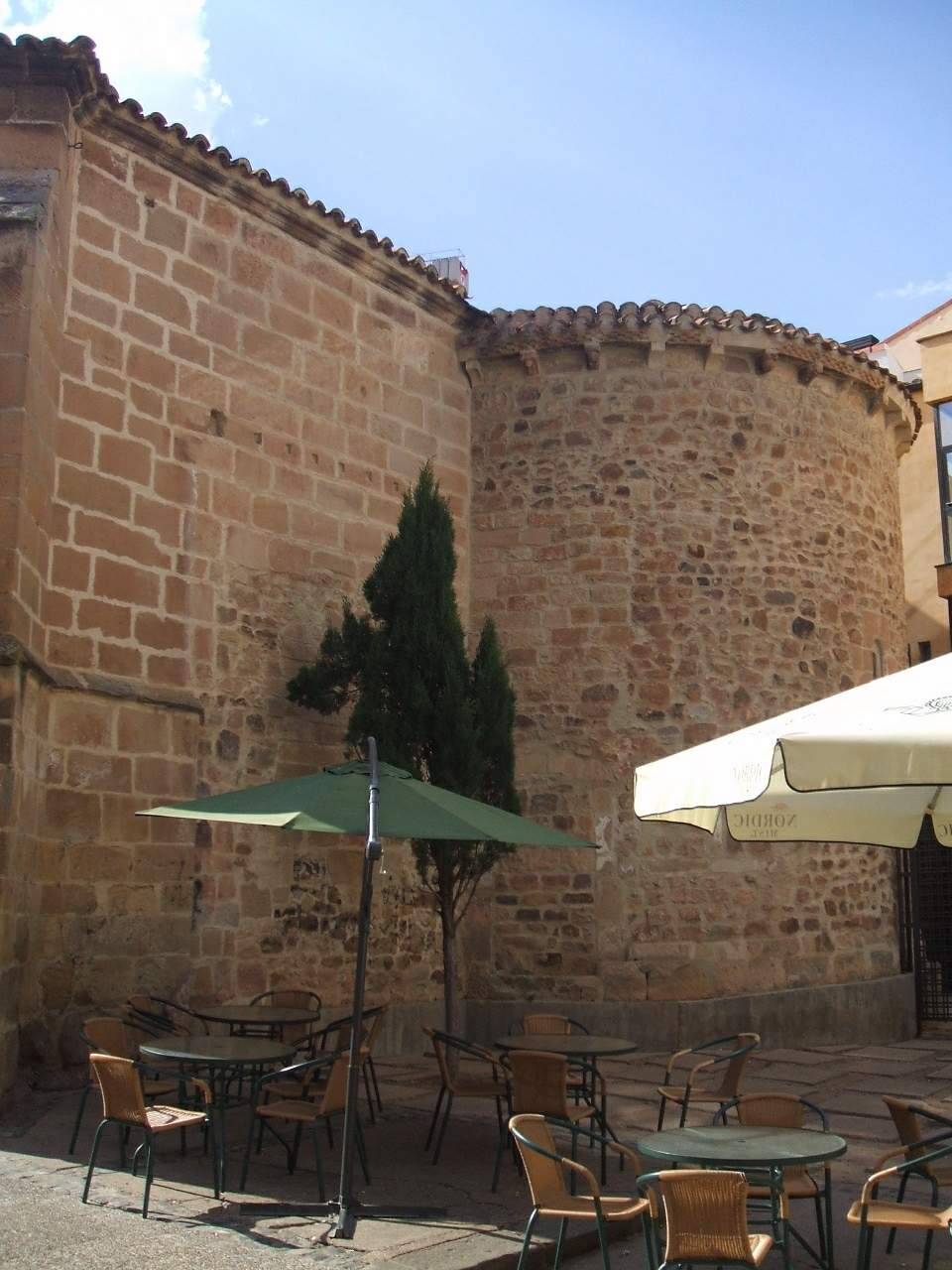
Aspecto del exterior de la antigua iglesia

La antigua iglesia tenía una extremada sencillez y pobreza característica de las primitivas iglesias construidas a raíz de la reconquista. Contaba con un ábside semicircular de cascarón, es decir de cuarto de esfera, y presbiterio cubierto con bóveda de cañón apuntado. Tenía una nave sin más bóveda que la techumbre de madera que constituye el tejado. En el lado meridional tenía un pórtico del siglo XVI con columnas rematadas en capiteles jónicos que se han conservado en el interior. Se accedía a la iglesia a través de este pórtico por dos puertas de arco de medio punto sin columna ni moldura ninguna. En el muro posterior tenía un ojo de buey sencillo, frente al altar mayor, y una torre de espadaña que unos años antes del derribo se rehízo, realizando un campanario más alto y esbelto.
En el siglo XVI se abrieron a ambos lados del presbiterio dos capillas góticas de planta cuadrada y bóvedas de crucería estrellada de combados y terceletes con función de crucero. Según Víctor Higes, la del lado del evangelio o de San Bartolomé fue dotada y fundada por los García de Esperanza y Francisco de San Ginés cuyas armas se encuentran sobre el arco escarzado que da acceso a ella. La capilla de la epístola o de los Valles es de mayor altura y se entra a ella por un arco apuntado. El baptisterio fue agregado también en época posterior.
Destaca en la capilla mayor, el retablo costeado por Francisco de Villarreal, según el testamento otorgado ante Gonzalo de Soria en 1563. La escultura y el ensamblaje fue realizado por Francisco de Ágreda y pintado por Juan de Baltanás.

### Nuevo edificio
El templo que actualmente contemplamos se levantó en 1967 manteniendo tan solo una pequeña parte del edificio románico.
La iglesia fue derruida conservándose solo el ábside románico convertido en capilla del Sagrario y las capillas laterales.
La nueva construcción, un magnífico ejemplo de la arquitectura funcional de mediados del siglo XX, fue obra de los arquitectos Francisco Bellosillo García, Juan María Bellosillo García y Luis Jiménez Fernández. Sobresale su fábrica de hormigón y la amplitud de su única nave y merecen destacarse los relieves abstractos que representan a los Cuatro Evangelistas y una pintura de Cristo en la cruz, ambos trabajos de Joaquín Vaquero Turcios.